# Oscar Lombardot
Oscar Lombardot (* 23. April 2000 in Pontarlier im Jura) ist ein französischer Biathlet. Er ist zweifacher Juniorenweltmeister mit der Staffel.

## Sportliche Laufbahn
Oscar Lombardot trat Ende 2018 nahe seiner Heimat in Les Rousses erstmals in Rennen des IBU-Junior-Cup an und startete im Folgejahr bei den Juniorenweltmeisterschaften in Osrblie, wo es zweimal unter die besten Zehn ging. Nach einer weiteren Top-10-Platzierung im Junior-Cup 2019/20 gab der Franzose im Januar, ebenfalls in Osrblie, seinen Einstand im IBU-Cup. Überraschend kam die Nominierung für die Weltcuprennen von Hochfilzen Ende 2020, Lombardot wurde 81. und 86. Kurz darauf lief er am Arber mit der Staffel und der Mixedstaffel aufs Podest, gefolgt von seiner ersten Goldmedaille bei den Juniorenweltmeisterschaften in Obertilliach an der Seite von Sébastien Mahon, Éric Perrot und Émilien Claude. Im Winter 2021/22 erreichte Lombardot mit dem siebten Platz beim Kurzeinzel von Osrblie seine höchste Einzelplatzierung, welche er im Einzel der EM mit Rang 4 erneut verbesserte. Das zweite Staffelgold folgte bei der Junioren-WM 2022, diesmal mit Rémi Broutier, Paul Fontaine und Jacques Jefferies. Nach einem starken Start in die Saison 2021/22, Lombardot wartete in Ridnaun mit seinen ersten beiden Einzelpodestplatzierungen auf, durfte er als Ersatz für Éric Perrot beim Weltcup auf der Pokljuka starten und erzielte als 38. der Verfolgung seine ersten Weltcuppunkte. Unterbieten konnte er dieses Ergebnis als 35. der Verfolgung in Antholz, die Weltmeisterschaften und das Saisonende brachten in den Individualbewerben keinen Erfolg. Stattdessen bestritt er in Östersund seine erste Weltcupstaffel und lief mit Antonin Guigonnat, Éric Perrot und Fabien Claude hinter der Auswahl Norwegens auf den zweiten Platz.
Im Winter 2023/24 war Lombardot zunächst nicht Teil des Weltcupkaders. Nach zwei IBU-Cup-Podestplätzen zu Saisonbeginn und einigen weiteren Top-10-Ergebnissen stieß er Mitte Januar in Ruhpolding wieder zur Nationalmannschaft und stellte mit Platz 24 im Verfolger sofort sein bestes Weltcupergebnis auf. Dieses unterbot er in der Woche darauf mit Rang 16 beim Einzelwettkampf von Antholz erneut und qualifizierte sich für seinen ersten Massenstart, den er als 26. abschloss. Für die Weltmeisterschaften wurde der Franzose lediglich als Reserveathlet berücksichtigt, bekam aber keinen Einsatz. Einen ähnlichen Verlauf nahm die Saison 2024/25, in der er bis zum Ende des zweiten Trimesters ausschließlich im IBU-Cup lief und bei den Europameisterschaften mit der Staffel die Bronzemedaille gewann. Zurück im Weltcup, zeigte er in Nové Město mit Rang zehn im Verfolger und seinem damit besten Individualergebnis auf dieser Ebene auf. Daraus folgend bekam der 24-Jährige einen Einsatz in der Männerstaffel und feierte nach makelloser Leistung gemeinsam mit Émilien Claude, Fabien Claude und Quentin Fillon Maillet seinen ersten Weltcupsieg.

## Persönliches

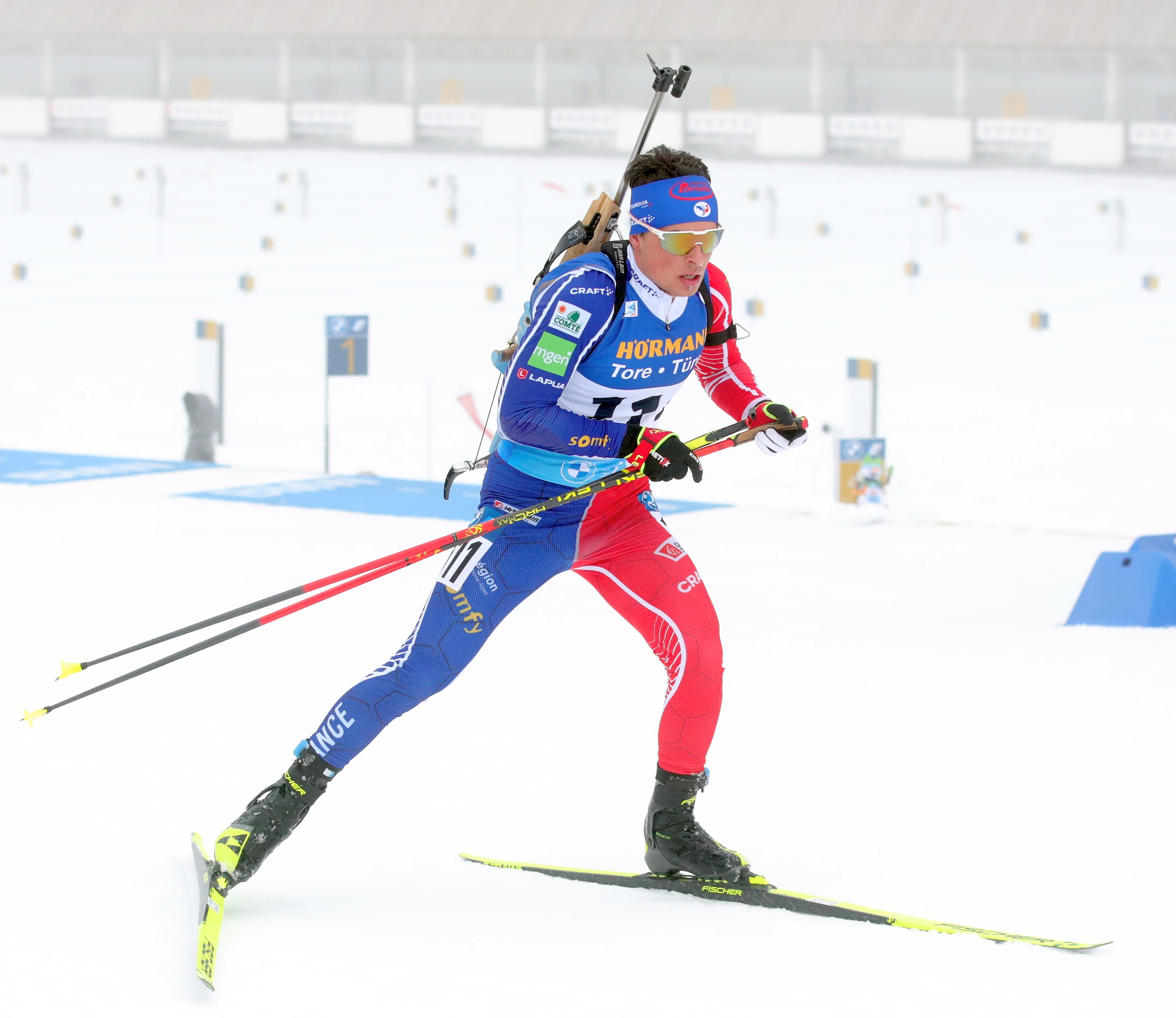
Lombardot bei der WM 2023

Lombardot lebt in Maisons-du-Bois-Lièvremont in der Nähe der Staatsgrenze zur Schweiz.

## Statistiken

### Weltcupsiege
| Nr. | Datum        | Ort        | Disziplin              |
| --- | ------------ | ---------- | ---------------------- |
| 1.  | 9. März 2025 | Nové Město | Staffel (4 × 7,5 km) 1 |

### Weltcupplatzierungen
Die Tabelle zeigt alle Platzierungen (je nach Austragungsjahr einschließlich Olympische Spiele und Weltmeisterschaften).
- 1.–3. Platz: Anzahl der Podiumsplatzierungen
- Top 10: Anzahl der Platzierungen unter den ersten zehn (einschließlich Podium)
- Punkteränge: Anzahl der Platzierungen innerhalb der Punkteränge (einschließlich Podium und Top 10)
- Starts: Anzahl gelaufener Rennen in der jeweiligen Disziplin
- Staffel: inklusive Mixed- und Single-Mixed-Staffeln

| Platzierung               | Einzel | Sprint | Verfolgung | Massenstart | Staffel | Gesamt |
| ------------------------- | ------ | ------ | ---------- | ----------- | ------- | ------ |
| 1. Platz                  |        |        |            |             | 1       | 1      |
| 2. Platz                  |        |        |            |             | 1       | 1      |
| 3. Platz                  |        |        |            |             |         |        |
| Top 10                    |        |        | 1          |             | 2       | 3      |
| Punkteränge               | 3      | 2      | 4          | 2           | 2       | 13     |
| Starts                    | 5      | 11     | 6          | 2           | 2       | 26     |
| Stand: Saisonende 2024/25 |        |        |            |             |         |        |

### Weltcupwertungen
Ergebnisse bei Weltcups (Disziplinen- und Gesamtweltcup) gemäß Punktesystem.
| Saison  | Einzel | Einzel | Sprint | Sprint | Verfolgung | Verfolgung | Massenstart | Massenstart | Gesamt | Gesamt |
| Saison  | Platz  | Punkte | Platz  | Punkte | Platz      | Punkte     | Platz       | Punkte      | Platz  | Punkte |
| ------- | ------ | ------ | ------ | ------ | ---------- | ---------- | ----------- | ----------- | ------ | ------ |
| 2022/23 | 61.    | 3      | –      | –      | 65.        | 9          | –           | –           | 82.    | 12     |
| 2023/24 | 37.    | 25     | 70.    | 3      | 52.        | 17         | 39.         | 10          | 51.    | 55     |
| 2024/25 | 44.    | 23     | 51.    | 23     | 44.        | 31         | 36.         | 26          | 45.    | 103    |

### Weltmeisterschaften
Ergebnisse bei den Weltmeisterschaften:
| Weltmeisterschaften | Weltmeisterschaften | Einzelwettbewerbe | Einzelwettbewerbe | Einzelwettbewerbe | Einzelwettbewerbe | Staffelwettbewerbe | Staffelwettbewerbe | Staffelwettbewerbe |
| Jahr                | Ort                 | Einzel            | Sprint            | Verfolgung        | Massenstart       | Herrenstaffel      | Mixedstaffel       | S.-M.-Staffel      |
| ------------------- | ------------------- | ----------------- | ----------------- | ----------------- | ----------------- | ------------------ | ------------------ | ------------------ |
| 2023                | Oberhof             | 70.               | 64.               | –                 | –                 | –                  | –                  | –                  |

### Jugend-/Juniorenweltmeisterschaften
Lombardot nahm 2019 an den Jugend-, ab 2021 an den Juniorenwettkämpfen teil.
| Weltmeisterschaften | Weltmeisterschaften | Einzelwettbewerbe | Einzelwettbewerbe | Einzelwettbewerbe | Herrenstaffel |
| Jahr                | Ort                 | Einzel            | Sprint            | Verfolgung        | Herrenstaffel |
| ------------------- | ------------------- | ----------------- | ----------------- | ----------------- | ------------- |
| 2019                | Osrblie             | 54.               | 9.                | 5.                | –             |
| 2021                | Obertilliach        | 17.               | 53.               | 46.               | 1.            |
| 2022                | Soldier Hollow      | 8.                | 9.                | 10.               | 1.            |